# Marlow Football Club
O Marlow Football Club é um clube de futebol sediado em Marlow, Buckinghamshire, Inglaterra. Atualmente, é membro da Southern League Premier Division South e joga no Alfred Davis Memorial Ground. O Marlow é o único clube de futebol em Inglaterra que se candidatou a participar da Copa da Inglaterra em todas as temporadas desde a sua criação em 1871.

## História
O clube foi formado numa reunião no Compleat Angler Hotel, em 22 de novembro de 1870. Em 1871–72 participou na primeira edição da Copa da Inglaterra, perdendo por 2-0 para o Maidenhead na primeira ronda; um dos seus jogadores era Cuthbert Ottoway, que viria a ser o capitão da Seleção Inglesa no jogo contra a Escócia, no ano seguinte, o primeiro internacional de futebol reconhecido. Em 1881–82, o clube chegou às semifinais da Copa da Inglaterra, perdendo por 5-0 para o Old Etonians. Durante a década de 1890, o clube era também conhecido como Great Marlow. Em 1908, o clube entrou para a Seção Ocidental da Spartan League. No entanto, o clube saiu no meio da temporada de 1910–11.
Marlow aderiu à Great Western Suburban League para a temporada de 1911–12. Terminou no último lugar da liga em 1912–13, na sequência de uma dedução de pontos, e novamente em 1922–23. Em 1924 deixou a liga, entrando na Reading & District League. Depois de se mudar para o Alfred Davis Memorial Ground em 1928, o clube entrou para a Division Two West of the Spartan League. Venceu a divisão em 1929–30, ganhando a promoção para a Division One. Em 1937–38, o clube foi campeão da Division One e foi promovido à Premier Division. Durante a Segunda Guerra Mundial, o clube jogou na Great Western Combination. Depois da guerra, foi colocado na Western Division of the Spartan League para a temporada de 1945–46, mas não terminou suficientemente bem para ganhar um lugar na Premier Division na temporada seguinte.
Em 1951, o Marlow regressou à Premier Division of Spartan League, onde permaneceu até ingressar na Division Two of the Athenian League em 1965. O clube foi promovido à primeira divisão depois de terminar em terceiro lugar na divisão em 1970–71. Quando a Athenian League foi dissolvida em 1984, o clube passou a integrar a Division Two North of the Isthmian League. Na temporada seguinte, o clube foi transferido para a Division Two South e, em 1986–87, terminou em segundo lugar e foi promovido à Division One. Na temporada seguinte, o clube conquistou o título da Division One, sendo promovido para a Premier Division. Em 1991–92, o clube chegou à primeira rodada da Copa da Inglaterra pela primeira vez desde 1892, mas perdeu por 6-0 com o West Bromwich Albion.
Na época seguinte, o Marlow chegou à terceira rodada da Copa da Inglaterra, depois de vencer Salisbury e VS Rugby nas duas primeiras rodadas. A equipe empatou em casa com o Tottenham, mas o jogo foi transferido para White Hart Lane, onde perdeu por 5-1. Duas temporadas mais tarde, o clube voltou a atingir a terceira rodada, derrotando o Oxford United na primeira ronda, antes de perder por 2-0 com o Swindon Town na terceira rodada. O clube permaneceu na primeira divisão da Isthmian League até ser rebaixado no final da temporada 1994–95. Duas temporadas mais tarde foi novamente rebaixado. Em 2004, o clube foi transferido para a Division One West of the Southern League e, mais tarde, para a Division One Central. Em 2011–12, o clube terminou em último lugar na Division One Central of the Southern League e foi rebaixado à Premier Division da Hellenic League.
O Marlow venceu a Hellenic League Premier Division na primeira tentativa, ganhando a promoção de volta à Division One Central of the Southern League. Eles foram posteriormente transferidos para a Division One South & West para a temporada 2015–16, antes de retornar à Divisão Um Central no ano seguinte. Em 2016–17, o clube terminou em quarto lugar na Division One Central, qualificando-se para os play-offs de promoção, perdendo por 2-0 para o Barton Rovers nas meias-finais. No final da temporada 2017–18, o clube foi transferido para a South Central Division da Isthmian League. Em 2023–24, o clube foi vice-campeão da South Central Division, antes de vencer o Westfield por 3-2 nas semifinais do play-off e de ganhar a final contra o Leatherhead por 3-1 para ser promovido à Premier Division South da Southern League.

## Estádio

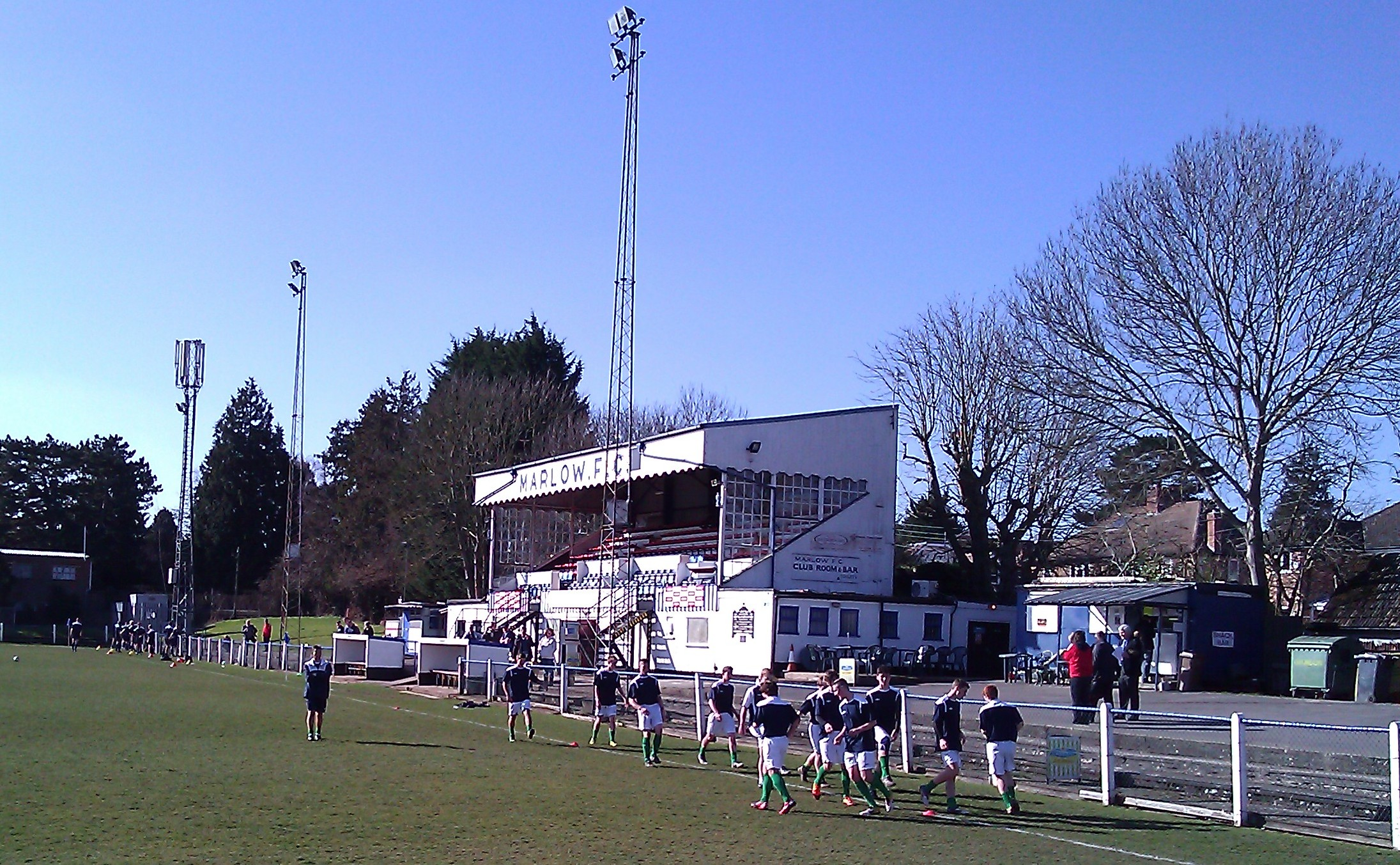
O setor principal do Alfred Davis Memorial Ground

O clube jogou em Aldermeadow até 1898, altura em que se mudou para Crown Meadow, atualmente conhecido como Riley Recreational Ground. Foi forçado a mudar-se para Star Meadow em 1919; o campo não era fechado e o clube teve que ir para a Reading & District League. Em 1928 mudou-se para o Alfred Davis Memorial Ground, assim designado em homenagem ao seu secretário de longa data, falecido em 1924. Em 1930, foi construída um setor de madeira num dos lados do campo e, em 1950, foi construída uma área coberta no lado de Green Verges. O setor Green Verges foi substituída durante a década de 1990. Em 1985, foram instalados terraços nos quatro lados e, em 1991, foi construído outro setor coberto no Trinity End.

## Títulos
- Isthmian League
  - Campeões da Division One: 1987–88
- Spartan League
  - Campeões da Division One: 1937–38
  - Campeões da Division Two West: 1929–30
- Hellenic League
  - Campeões da Premier Division: 2012–13
- Berks & Bucks Senior Cup
  - Campeões: 1990–91, 1993–94